# Cyrtogaster nigra
Cyrtogaster nigra är en stekelart som först beskrevs av Jean Risbec 1955.  Cyrtogaster nigra ingår i släktet Cyrtogaster och familjen puppglanssteklar. Inga underarter finns listade i Catalogue of Life.